# Maria Efigênia Lage de Resende

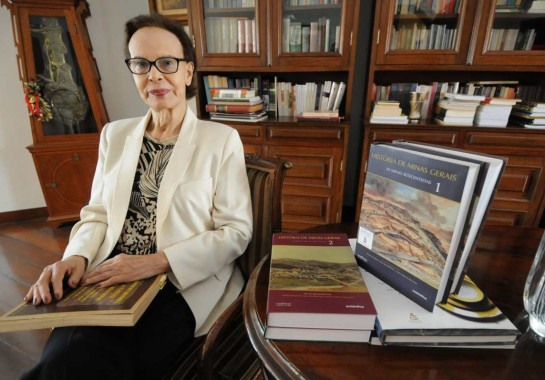
Maria Efigênia Lage de Resende

Maria Efigênia Lage de Resende (Dores de Guanhães, 15 de janeiro de 1938 - Belo Horizonte, 16 de abril de 2024) foi uma historiadora, escritora e intelectual brasileira. Foi doutora pela Universidade Federal de Minas Gerais e professora titular da Faculdade de Filosofia e Ciências Humanas na mesma universidade. Seu trabalho se concentrou na análise do poder na história política de Minas Gerais e se consolidou enquanto autoridade no estudo da Ditadura Militar Brasileira.
Sua reputação como especialista na história regional está intimamente ligada aos volumes da “História de Minas Gerais”, organizados em colaboração com o professor Luiz Carlos Villalta, coleção que recebeu o Prêmio Jabuti e foi homenageada pela Câmara Brasileira do Livro em 2008.  Além disso, se dedicou a estudos de memória institucional e gestão acadêmica na ocupação do cargo de superintendente do Arquivo Público Mineiro.

## Carreira
Maria Efigênia Lage de Resende nasceu em Dores de Guanhães, no Estado de Minas Gerais em 15 de Janeiro de 1938. Seu pai era marceneiro e sua mãe, dona de casa. Lage se mudou para Belo Horizonte com 2 anos de idade e estudou em escolas públicas na capital, como: Grupo Escolar Henrique Diniz, Grupo Antônio Carlos e Colégio Municipal de Belo Horizonte.
Resende cursou a graduação em História na Faculdade Federal de Minas Gerais em 1958, no segundo ano de funcionamento da modalidade do curso na universidade e formou-se em 1961. Durante a graduação, ministrou aulas no Curso Preparatório Pitágoras, destinado para alunos em período de realização de vestibular, e lecionou no Colégio Santa Maria.
Após se formar no curso de História em 1961, Maria Efigênia tornou-se professora no Colégio de Aplicação da Faculdade de Filosofia da UFMG. No começo da década de 1960, a professora de ensino secundário foi convidada pela então catedrática de Didática Especial em História, Alaíde Lisboa de Oliveira, para lecionar a mesma disciplina na graduação. Três anos mais tarde, e ainda sob o regime de cátedra, a convite do professor Antônio Camilo Faria Alvim, foi chamada para assumir o cargo de professora assistente na cadeira de História do Brasil. Na UFMG, Maria Efigênia ocupou várias posições de destaque, incluindo a chefia do Departamento de História, a vice-direção da Faculdade de Filosofia e Ciências Humanas (Fafich) entre 1979 e 1982, a coordenação do Programa de Pós-graduação em História e a chefia de gabinete da Reitoria entre 1986 e 1990. 
Em 1976, ela apresentou sua tese de livre-docência intitulada "Formação da estrutura de dominação em Minas Gerais: o novo PRM (1889-1906)". Esta pesquisa deu à professora o título equivalente ao de doutora de acordo com o regime de pós-graduação atual. Como pesquisadora, privilegiou uma abordagem centrada no método, enfatizando a análise ampla de fontes primárias, o trabalho de arquivo intenso, a imparcialidade necessária e a rejeição de esquemas abstratos. Foi bolsista do CNPq (1991-1994) e da CAPES de Pós-doutoramento na Universidade de Coimbra (1994-1995), com foco na área de regimes políticos autoritários.
Aposentou-se em 22 de setembro de 2000 como professora titular e foi declarada professora emérita da Universidade em 2009. Maria Efigênia também foi conselheira durante o primeiro mandato do Conselho Estadual do Patrimônio Cultural - Conep, onde representou a Sociedade Civil devido ao seu notável conhecimento e experiência na área do patrimônio cultural. Em 2009, ela deixou essa função para se tornar superintendente do Arquivo Público Mineiro, sendo posteriormente eleita conselheira da Associação Cultural do mesmo arquivo. Em reconhecimento à sua dedicação profissional, recebeu em 2023 a Medalha do Mérito Cultural APM.
Maria Efigênia Lage de Resende faleceu no dia 16 de abril de 2024 aos 86 anos em decorrência de um câncer. 

## Contribuições
A historiadora deixou importantes contribuições para o campo da historiografia de Minas Gerais, destacando-se por sua abordagem que transcendia as fronteiras regionais. Ao concentrar sua pesquisa na história política do estado, Efigênia situou Minas Gerais no contexto nacional e se dedicou ao entendimento da história do Brasil como um todo. Seu esforço em preencher lacunas historiográficas e revelar aspectos ainda não explorados contribuiu para uma narrativa mais completa e abrangente nessa área
Em 1976, Resende apresentou sua tese de livre-docência com o título: Formação da estrutura de dominação em Minas Gerais: o novo PRM (1889-1906). Este trabalho tinha como objetivo analisar a formação do sistema de dominação oligárquica durante a República Velha e a formação do coronelismo em Minas Gerais. Para ela, os instrumentos legais favoreciam a manutenção do poder em Minas, organizado em torno do Partido Republicano Mineiro (PRM), que sustentava a "política dos governadores" no Estado. Sua pesquisa foi feita, em grande parte, no Arquivo Público Mineiro (APM) valendo-se de fontes legislativas e jurídicas. O destaque de sua tese está em não apenas evidenciar o Estado de Minas Gerais como um importante ator na política nacional, mas entende-lo como um dos motores da organização estatal, ora se aproximando das decisões da federação e ora se distanciando. 
Sua tese foi analisada pela banca examinadora composta pelos professores José Ernesto Ballstaedt (UFMG), Orlando de Carvalho (UFMG), Manuel Nunes Dias (USP), Odilon Nogueira de Matos (PUC de Campinas) e Oksana Olga Boruszenko (UFPR).  A pesquisa foi elogiada pela temática, pelo amplo uso de fontes primárias e pelo "desejo de interpretação" que buscou atingir. Posteriormente, sua obra foi publicada em livro em 1982, pela Editora UFMG. 
Coordenou projetos de pesquisa, como o Projeto Fontes da História de Minas, evidenciando seu compromisso em organizar e indexar fontes históricas, proporcionando uma base sólida para futuras investigações e contribuições ao campo. Sua atuação como Superintendente do Arquivo Público Mineiro (APM) também reflete seu compromisso com a preservação e organização de documentos históricos importantes, auxiliando nos estudos da memória e na pesquisa histórica em Minas Gerais. Dentro desse contexto, também assumiu a coordenação de pesquisas e publicações relacionadas à memória da Universidade Federal de Minas Gerais (UFMG), abrangendo desde os reitores da instituição até a história da Fundação Mendes Pimentel (FUMP).
Sua reputação como especialista na história regional está intimamente ligada aos volumes da “História de Minas Gerais”, organizados em colaboração com o professor Luiz Carlos Villalta. Contando com a participação de aproximadamente 77 autores(as) das áreas de ciências sociais e da história, os livros estão divididos em duas séries "As Minas Setecentistas", publicado em novembro de 2007, e A Província de Minas, publicado em março de 2014. Efigênia conduz, dessa forma, a defesa da singularidade de Minas Gerais no contexto colonial e o caráter específico das relações de poder em um território marcado pela mineiração, por leis e circunstâncias específicas que extrapolavam e desafiavam a tentativa de domínio da Coroa Portuguesa. 
A historiadora desempenhou um papel fundamental no avanço do ensino de história, especialmente no contexto da educação básica, através de sua co-autoria na concepção de uma coleção de livros didáticos amplamente reconhecida e adotada, destinada aos estudantes do Ensino Fundamental II (da 5ª a 8ª série). Esta coleção, de sucesso editorial, contribuiu com a qualidade do ensino e aprendizagem da história nas escolas.
No que diz respeito às suas contribuições para o Ensino Superior, Maria Efigênia foi uma figura central na revitalização do currículo do Curso de História da UFMG. Além disso, se dedicou no desenvolvimento da Faculdade de Ciências Humanas na Universidade Federal de Ouro Preto, deixando um legado na educação e no desenvolvimento acadêmico da instituição.
Maria Efigênia Lage também foi uma peça-chave na organização do arquivo da Assessoria Especial de Segurança e Informações (AESI) na UFMG, uma entidade também conhecida como ASI, criada em 1971 durante dos anos da Ditadura civil-militar  e estava subordinada à Divisão de Segurança e Informação do Ministério da Educação e Cultura (DSI-MEC), fazendo parte do Serviço Nacional de Informações (SNI).

## Prêmios
- 1978 - Prêmio de Pesquisa Histórica Diogo de Vasconcellos, Governo do Estado de Minas Gerais por suas contribuições para o enriquecimento do patrimônio cultural do Estado.[1]
- 1986 - Medalha de Honra da Inconfidência Governo do Estado de Minas Gerais por seu mérito cívico.[1]
- 2000 - Medalha da Cultura Gustavo Capanema, Prefeitura Municipal de Onça de Pitangui por sua contribuição para o prestígio e a projeção da terra mineira.[1]
- 2007 - Medalha de ouro Santos Dumont do Governo do Estado de Minas Gerais por sua contribuição ao desenvolvimento econômico e social do Estado de Minas Gerais.[1]
- 2008 - Maria Efigênia Lage de Resende recebeu o Prêmio Jabuti, juntamente com o professor Luiz Carlos Villalta pelos volumes da "História de Minas Gerais".[5]
- 2010 -  Comenda Teófilo Ottoni do Governo do Estado de Minas Gerais pela contribuição no desenvolvimento político, cultural, econômico e social das regiões do Vale do Jequitinhonha, Mucuri e Norte-Nordeste de Minas Gerais.[6]
- 2023 - Medalha do Mérito Cultural APM por sua dedicação à instituição durante sua trajetória profissional.[3]

## Publicações Selecionadas
- Coleção de livros didáticos dedicada ao ensino de História da 5ª a 8ª série, em 8 volumes, com Ana Maria Moraes, Editora Bernardo Álvares, (1970-1980);[1]
- Formação da estrutura de dominação em Minas Gerais: o novo PRM, Tese (livre-docência) - Faculdade de Filosofia e Ciências Humanas, UFMG, 1976;[1]
- Inconfidência Mineira, Editora Global, 1983. (Coleção história popular);[1]
- Atlas histórico do Brasil, Vigília, 1983;[1]
- Às vésperas de 37: o novo/velho discurso da ordem conservadora. Seminário. Departamento de História, Set., 1992;[1]
- Universidade Federal de Minas Gerais: memória de reitores com Lucília de Almeida Neves. Editora UFMG, 1998;[1]
- As Minas Setecentistas, com Luiz Carlos Villalta. Autêntica, Companhia do Tempo, 2007. 2 volumes;[1]

É também autora de vários artigos em revistas especializadas, além de capítulos e verbetes em obras coletivas. Em seus trabalhos incluem-se, também, atividades de curadoria, inventariação de documentos, palestras e conferências. Na área editorial e de pesquisa, coordenou a Coleção História de Minas Gerais, publicada pelas editoras Autêntica e Companhia do Tempo.